# Helga Lindner
Pour les articles homonymes, voir Lindner.
Helga Lindner, née le 5 mai 1951 à Chemnitz et morte dans la même ville le 3 novembre 2021, est une nageuse allemande, qui concourrait pour le compte de la RDA.

## Carrière
Helga Lindner commence sa carrière de nageuse très jeune : en 1964, à 13 ans, elle est déjà médaillée de bronze du 200 mètres papillon aux championnats de RDA de natation.

Les deux années suivantes, elle remporte la médaille d'or à la fois sur 100 mètres et 200 mètres papillon, ainsi que la médaille d'argent en 1965 du 4 × 100 mètres papillon.

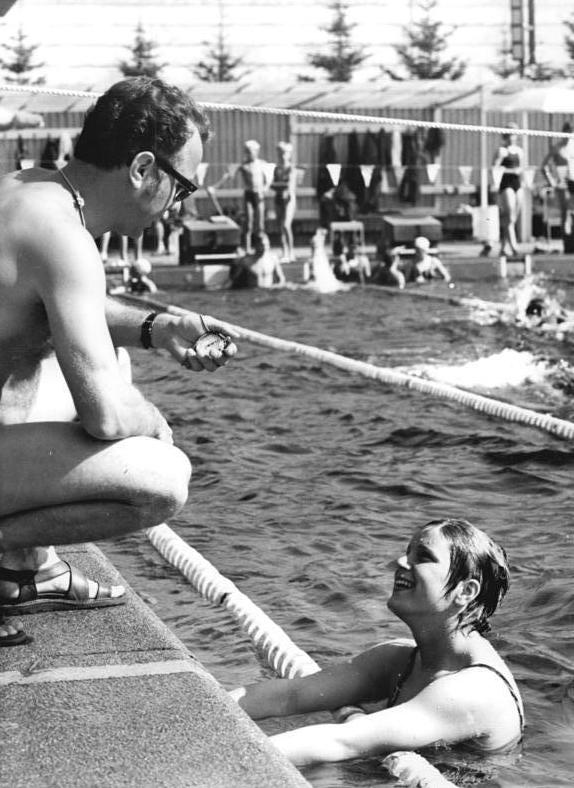
Helga Lindner et son entraîneur Wolfgang Fricke le 10 juillet 1971 aux championnats de RDA de natation à Rostock.

Sa carrière internationale débute aux Jeux olympiques de Mexico, à 17 ans. Alignée sur 100 et 200 mètres papillon, elle décroche la médaille d'argent sur 200 mètres, finissant à seulement un dixième de seconde de la Néerlandaise Ada Kok.
En 1970, elle remporte trois médailles aux championnats d'Europe de Barcelone : elle est sacrée championne d'Europe sur 200 mètres papillon et avec le relais 4 × 100 mètres 4 nages est-allemand. Elle remporte également la médaille d'argent sur 100 mètres papillon.
En 1972, elle s'aligne aux Jeux olympiques de Munich, mais termine seulement sixième du 200 mètres papillon.
Entre 1969 et 1972, elle remporte huit médailles d'or aux championnats de RDA : elle est championne de RDA sur 100 et 200 mètres papillon pendant quatre années consécutives.
Après 1972, son nom n'apparaît dans aucun palmarès ou résultat de championnat.

## Famille
Helga Lindner est la cousine de Renate Vogel, qui fut la première championne du monde, en 1973, du 100 mètres et du 200 mètres brasse.